# Distretto di Pirojpur
Il distretto di Pirojpur è un distretto del Bangladesh situato nella divisione di Barisal. Si estende su una superficie di 1.399,39 km² e conta una popolazione di 1.113.257 abitanti (dato censimento 2011).

## Suddivisioni
Il distretto si suddivide nei seguenti sottodistretti (upazila):
- Bhandaria
- Kawkhali
- Mathbaria
- Nazirpur
- Nesarabad
- Pirojpur Sadar
- Zianagar